# Antonio Fileremo Fregoso
Antonio Filoremo Fregoso (Carrara, 1460 ca – 1530 ca) è stato un poeta italiano, gravitante intorno alla corte sforzesca e all'ambiente culturale milanese di inizi Cinquecento.

## Biografia
Antonio Filoremo Fregoso nacque probabilmente a Carrara intorno al 1460, figlio illegittimo di Spinetta Fregoso e di una tale Giovanna. Legittimato dal padre con il beneplacito dell'imperatore Federico III, Antonio Filoremo fu affidato alle cure di Cicco Simonetta, segretario del duca di Milano Francesco Sforza (1450-1466), dopo la morte di Spinetta nel 1467. Entrato alla corte sforzesca di Galeazzo Maria Sforza (1466-1476) prima, e del figlio Gian Galeazzo Maria (1476-1494) poi, il Fregoso cominciò a distinguersi per la sua produzione lirica volgare presso la corte dello zio del giovane duca, Ludovico il Moro, e della moglie di lui Beatrice che lo protesse insieme agli altri due poeti Niccolò da Correggio e Gaspare Ambrogio Visconti. Sposatosi con Fiorbellina di Lodrisio da cui ebbe due figli, Spinetta e Tiberio, il Fregoso si appartò nel suo feudo di Colturano durante le guerre d'Italia che devastarono il ducato di Milano, oggetto d'interesse da parte dei francesi e degli spagnoli. Morì intorno al 1530 e fu ricordato nell'Orlando Furioso di Ludovico Ariosto. Tra le sue opere si ricordano il Riso di Democrito, il Pianto di Heraclito (scritti tra il 1505 e il 1507), la Contenzione di Pluto e Iro ed infine la sua opera più famosa, la Cerva Bianca del 1510.